# Sierpów (przystanek kolejowy)
Sierpów – przystanek osobowy wraz z ładownią publiczną w Sierpowie, w województwie łódzkim, w Polsce. Obecnie zatrzymują się tylko pociągi osobowe. Sierpów dawniej był mijanką, a następnie przystankiem.

## Ruch pasażerski[1]
| Rok  | Wymiana pasażerska na dobę |
| ---- | -------------------------- |
| 2017 | 20-49                      |
| 2018 | 20-49                      |
| 2019 | 20-49                      |
| 2020 | 10-19                      |
| 2021 | 20-49                      |
| 2022 | 20-49                      |
| 2023 | 50-99                      |